# Indiens des Fidji
Les Indiens des Fidji sont des personnes nées dans les Fidji mais dont les ascendants sont originaires de l'Inde. Ils sont majoritairement descendants des ouvriers amenés par les autorités coloniales britanniques entre 1879 et 1916 pour travailler dans les plantations de canne à sucre des Fidji. Ces ouvriers furent rejoints plus tard par des immigrants du Gujarat et du Pendjab. En 2017, ils constituent environ 38 % de la population fidjienne.

## Origines
Les autorités coloniales encouragèrent l'industrie de la canne à sucre, tenant ainsi compte de la nécessité d'une base économique stable dans la colonie, mais elles ne voulaient pas exploiter les indigènes et menacer de ce fait la culture fidjienne. L'importation de main d'œuvre des Îles Salomon et de Vanuatu souleva des protestations au Royaume-Uni, et le gouverneur Sir Arthur Hamilton-Gordon décida d'utiliser le programme de « travailleurs sous contrat » (indentured servants), un équivalent de l'engagisme des Antilles françaises qui existait dans l'Empire britannique depuis 1837. Un bureau de recrutement fut créé à Calcutta, puis un autre en Inde du Sud en 1905.
Le Leonidas, un navire de transport de main d'œuvre, jeta l'ancre à Levuka en provenance de Calcutta le 14 mai 1879. Les 463 « serviteurs » qui en débarquèrent furent les premiers des 61 000 immigrants qui arrivèrent d'Asie du Sud en 37 ans. Plus de 70 % venaient de districts pauvres de l'est de l'Uttar Pradesh et du Bihar, comme Basti, Gonda, et Faizabad. Un quart venait de districts à forte émigration du Tamil Nadu, comme le nord du district d'Arcot, Chingleput, et Madras. Un plus petit nombre vint du Pendjab, du Cachemire, de l'Haryana, et d'autres régions de l'Inde.
Leurs contrats, qu'ils appelaient girmits, stipulaient qu'ils devaient travailler aux Fidji pendant cinq ans. Après une nouvelle période de cinq ans comme Kulka, ou travailleurs libres, ils avaient le choix entre le retour en Inde aux frais du gouvernement britannique et l'installation aux Fidji. La grande majorité choisit de rester. À la fin de leur girmits, nombre d'entre eux louèrent de petits terrains auprès de Fidjiens et développèrent leurs propres champs de canne à sucre ou fermes d'élevage. D'autres créèrent des commerces dans les villes, qui étaient en forte croissance.
Les conditions de vie dans les plantations de canne à sucre, où vivaient la plupart des girmits, étaient souvent sordides. Des taudis baptisés coolie lines mitaient le paysage. Le ratio de deux pour un entre les hommes et les femmes (le programme avait fait venir 31 458 hommes, mais seulement 13 696 femmes) provoqua une crise sociale, la concurrence pour avoir une femme ou un partenaire sexuel généra des cas de viols, d'assassinats et de suicides. Les femmes girmits étaient exploitées non seulement par les ouvriers, mais aussi par les contremaîtres coloniaux. L'indignation publique au Royaume-Uni, à la suite de ces abus, contribua à la décision d'arrêter le programme en 1916.

## La participation politique: début duXXesiècle
Les dirigeants coloniaux tentèrent d'apaiser le mécontentement des Indiens en réservant une place à l'un d'entre eux au Conseil Législatif à partir de 1916. Badri Maharaj, fervent soutien de l'Empire britannique mais peu populaire parmi les siens, fut nommé par le Gouverneur en 1916. Sa nomination apaisa à peine les doléances de la communauté indienne. Soutenus par l'Association indienne impériale (Indian Imperial Association) fondée par Manilal Maganlal, un avocat arrivé aux Fidji en 1912, les Indiens continuèrent leur campagne pour une amélioration de leur travail et de leurs conditions de vie, et pour une extension des droits de vote aux municipales — les tests d'alphabétisation disqualifiaient la plupart des Indiens des listes électorales. Une grève des ouvriers municipaux indiens et des employés des travaux publics, qui commença le 15 janvier 1920, aboutit à une émeute qui fut violemment réprimée le 12 février. Manilal, largement accusé des troubles, fut expulsé. Une autre grève eut lieu, de janvier à juillet 1921, menée par le Sâdhu (prêtre) Basist Muni en faveur de plus hauts salaires pour les ouvriers de la Colonial Sugar Refining Company (Compagnie coloniale de raffinage du sucre), du retour de Manilal, et de la libération des prisonniers de la grève de 1920. Les autorités y répondirent par l'expulsion de Muni des Fidji.
Les demandes se multiplièrent pour une représentation parlementaire directe. En 1929, les immigrants indiens et leurs descendants furent autorisés à élire trois membres au Conseil Législatif sur une liste communautaire. Vishnu Deo, James Ramchandar et Parmanand Singh furent élus. L'agitation continua pour obtenir des listes communes, ce que les administrateurs coloniaux rejetèrent, citant la peur des colons européens et des Ratu (chefs) fidjiens de voir une liste électorale commune mener à une domination politique des Indiens, dont le nombre s'accroissait rapidement.

## Divisions religieuses et sociales: 1920 - 1945
Deux principaux mouvements hindouistes étendirent largement leur influence dans les années 1920, et les rapports entre les hindous et les musulmans devinrent aussi de plus en plus tendus.
L'Ārya-Samāj défendait l'abandon de tout ce qu'il considérait comme des superstitions et des rituels coûteux dans l'hindouisme, s'opposant au mariage des enfants et promouvant le remariage des veuves, ce que l'hindouisme orthodoxe interdit. L'Arya Samaj commença par créer des écoles et fonder un journal, le Fiji Samachar, en 1923.
Des prêtres comme Shri Krishna Sharma firent des tournées dans le pays, encourageant l'éducation des femmes et l'apprentissage de l'anglais. Plus controversé est l'appel, en 1929, à la conversion forcée des musulmans à l'hindouisme. Les parlementaires Deo et Singh étaient tous deux des activistes du Samaj. Deo fut finalement arrêté et contraint de démissionner du Conseil législatif après avoir tenu un discours public attaquant la doctrine traditionnelle de sa propre religion, ridiculisant les dieux hindous, et publiant des extraits des textes sacrés hindous que les autorités considérèrent comme obscènes.
Le Sanatan Dharma, était plus orthodoxe que l'Arya Samaj. Il soutenait les rituels hindous traditionnels, désapprouvait le remariage des veuves, et adopta une politique conciliatrice vis-à-vis des musulmans.
La Fiji Muslim League fut fondée en 1926. Elle défendait la communauté musulmane contre les attaques de l'Arya Samaj, et appela les autorités coloniales britanniques à l'aide.
Des divisions apparurent aussi entre les immigrants indiens et les Indiens nés aux Fidji, plus tard baptisés Indiens des Fidji ou indo-fidjiens. A. D. Patel, qui fonda plus tard l'un des premiers partis politiques des Fidji, le Parti de la fédération nationale, arriva aux Fidji en 1928 et défendit l'immigration sans restriction. Il était combattu par le parlementaire fidjien de naissance Parmanand Singh, qui argumentait que les immigrants arrivaient avec des savoir-faire qui leur donnait un avantage économique sur la communauté des Indiens nés aux Fidji. De plus, les immigrants du Gujarat et du Pendjab échouaient souvent à s'intégrer avec les indo-fidjiens, et conservaient des distinctions de castes que la communauté locale avait pratiquement oubliées.
La déclaration de la Seconde Guerre mondiale en 1939 augmenta les divisions, non seulement entre la population autochtone et les Indiens, mais aussi entre les Fidjiens de naissance et les immigrants. L'association des cultivateurs de canne à sucre Kisan Sangh, inspirée par l'Arya Samaj, souhaitait repousser toute grève à la fin de la guerre, mais Patel et quelques supporters fondèrent le plus militant Maha Sangh en 1941. Une grève organisée par le Maha Sangh en 1943, alors que la Seconde Guerre mondiale était à son apogée, envenima les relations entre la communauté indienne et le gouvernement colonial, ainsi qu'avec la population autochtone. Quarante-quatre ans plus tard, cette grève fut invoquée par les partisans des coups d'État de 1987 qui renversèrent un gouvernement très majoritairement indo-fidjien, comme un motif de défiance à l'égard de la communauté indienne. Certains revendiquèrent des motifs politiques pour cette grève, Patel la voyait comme un moyen de lutte contre la domination coloniale.

## Évolution depuis 1945
Après la guerre, un programme de rapatriement des Indo-fidjiens vers l'Inde, lancé par les membres européens du Conseil législatif, commençant par les garçons de seize ans et les filles de quatorze ans, fut un échec, mais mit en évidence les tensions entre les communautés ethniques des Fidji.
Les différences entre les autochtones et les Indo-fidjiens compliquèrent la préparation de l'indépendance, que le Royaume-Uni donna en 1970, et ont continué à façonner la politique des Fidji depuis lors. Avant l'indépendance, les Indo-fidjiens cherchaient à avoir une liste électorale commune, basée sur le principe de « un homme, une voix ». Les leaders autochtones s'y opposèrent, convaincus que cela favoriserait les électeurs urbains, qui étaient majoritairement indo-fidjiens. Ils défendirent au lieu de cela un droit de suffrage communautaire, chaque groupe ethnique votant sur une liste électorale différente. Lors d'une conférence spécifiquement organisée à Londres en avril 1970, un compromis fut trouvé, selon lequel les sièges parlementaires seraient répartis par ethnie, les autochtones et les Indo-fidjiens étant représentés à égalité. À la Chambre des représentants, chaque groupe ethnique obtint 22 sièges, dont 12 représentaient les électeurs communautaires (ne votent que ceux enregistrés comme appartenant au groupe ethnique en question) et 10 autres représentaient les électeurs nationaux (vote au suffrage universel). De plus, huit sièges furent réservés aux minorités ethniques, 3 pour les électeurs communautaires et 5 pour les électeurs nationaux.
Le nombre d'indo-fidjiens dépassa le nombre d'autochtones de 1956 à la fin des années 1980, mais en 2000 leur part dans la population avait baissé à 43,7 %, à cause d'une natalité plus forte des autochtones, et particulièrement à cause de la plus grande inclinaison des indo-fidjiens à émigrer. L'émigration augmenta après les coups d'État de 1987 (qui renversèrent un gouvernement soutenu par les indo-fidjiens et, pour un temps, mirent en place une constitution discriminatoire envers eux à de nombreux égards) et de 2000 (qui déposa un Premier ministre indo-fidjien, Mahendra Chaudhry). Les résultats provisoires du recensement de 2007 indiquent que les Indiens ne sont plus que 37,64 %.
Les différences communautaires, plus que les différences idéologiques, ont caractérisé la vie politique des Fidji depuis l'indépendance, les deux communautés votant pour des partis politiques différents. Le Parti de la fédération nationale fondé par A. D. Patel était le parti largement favori auprès de la communauté indo-fidjienne au cours de la plus grande partie de l'histoire du pays, mais sa popularité chuta aux élections parlementaires de 1999, quand il perdit tous ses sièges à la Chambre des représentants. Sa cote chuta encore plus bas aux élections de 2001, quand il obtint seulement 22 % des suffrages indo-fidjiens. Le parti préféré des indo-fidjiens est alors le Parti travailliste, dirigé par Mahendra Chaudhry, qui reçut environ 75 % des voix indo-fidjiennes en 2001, et gagna 19 des sièges réservés aux Indo-fidjiens. Initialement créé comme parti multi-racial dans les années 1980, il est soutenu principalement par des Indo-fidjiens. On estime que quelque 80 % des Indo-Fidjiens ont voté pour le parti multi-ethnique Fidji d'abord aux élections de 2014, le Parti travailliste ayant à son tour connu un très net déclin.

## Démographie
Les Indo-fidjiens sont concentrés dans ce que l'on appelle la Ceinture du sucre (Sugar Belt) et dans des villes et villages des côtes nord et ouest de Viti Levu et Vanua Levu. Leur nombre est bien plus restreint au Sud et à l'intérieur des terres. La majorité des Indo-fidjiens parle le "hindi" des Fidji (apparenté à l'awadhi et non à l'hindi) ou Fiji Baat, de grandes minorités pratiquent l'ourdou, le tamoul, les langues du Bihar, et le pendjabi, parmi d'autres. Presque tous les Indo-fidjiens parlent aussi couramment l'anglais, et dans la jeune génération, l'anglais semble peu à peu remplacer les langues indiennes.
Selon le recensement de la population de 1996, 76,7 % des Indo-fidjiens sont hindous et 15,9 % sont musulmans. Les chrétiens représentent 6,1 % de la population indo-fidjienne, tandis qu'environ 0,9 % adhèrent au sikhisme. Les 0,4 % restants sont principalement areligieux.
Les hindous des Fidji appartiennent majoritairement à la secte Sanatan (74,3 % de tous les hindous) ; une minorité (3,7 %) suit l'Arya Samaj. Il y a de plus petites sectes, ainsi que de nombreux hindous non rattachés à une obédience, représentant au total 22 % de toute la population hindoue. Les musulmans sont majoritairement sunnites (59,7 %) ou non rattachés (36,7 %) ; il existe une minorité adhérant à l'Ahmadiya (3,6 %). La communauté des Indo-Fidjiens chrétiens est variée, les méthodistes sont les plus nombreux (26,2 %), suivis par les pentecôtistes (22,3 %), les catholiques (17 %), et les anglicans (5,8 %). Les 28,7 % restants ont des rattachements très variés.
Selon le recensement de 2007, les proportions entre populations sont les suivantes : « Fidjiens 473 983, Indiens 311 591 et autres origines ethniques (Other Races) 42 326 », pour un total de 827 900 personnes, soit Fidjiens : 57,25 %, Indiens : 37,64 % et autres : 5,11 %.
À la suite des coups d'État anti-indiens de 1987 et de 2000, et des discriminations qui les ont suivis, beaucoup d'Indo-Fidjiens ont quitté le pays.

## Appellation
L'appellation « Indiens des Fidji » est sujette à controverse. Ils sont parfois appelés « Indiens », « Indiens des Fidji », « Indo-Fidjiens » ou (en fidjien) kai india (« personnes indiennes »). La Constitution de 1997 (abrogée en 2009) emploie le terme « Indiens », qui est largement repris par la population, toutes origines ethniques confondues. Toutefois, certains, tels l'historien Brij Lal, lui-même un « Indien des Fidji », préfèrent le terme « Indo-Fidjiens » (Indo-Fijians), qui permet de concilier appartenance ethnique et nationalité. Sous cette Constitution de 1997, les « Indiens » étaient des Fiji Islanders (terme sans équivalent en français, qui désigne les personnes ayant la nationalité des Îles Fidji), mais n'étaient généralement pas considérés comme des « Fidjiens » (Fijians), puisque ce terme désignait une appartenance ethnique et non pas une nationalité.
Le terme vulagi a été fréquemment employé par les « Fidjiens » de la droite nationaliste indigène, tels Asesela Ravuvu, pour désigner les « Indiens ». Ce terme signifie « invités », ou « étrangers ».
Arrivé au pouvoir par un coup d'État en 2006, Frank Bainimarama s'emploie à promouvoir un sentiment d'unité nationale et à faire cesser les clivages ethniques. Il abroge les listes électorales ethniques et la représentation ethnique au Parlement, au profit de listes indifférenciées. Par décret en 2010 puis à travers la nouvelle Constitution de 2013, le mot « Fidjien » désigne désormais la nationalité de tout citoyen des Fidji, quelles que soient ses origines ethniques, tandis que les autochtones sont appelés plus spécifiquement iTaukei.

## Source
(en) Pacific Islands Reports
- (en) Cet article est partiellement ou en totalité issu de l’article de Wikipédia en anglais intitulé « Indo-Fijian » (voir la liste des auteurs).